# 一の橋公園
一の橋公園（いちのはしこうえん）は、東京都港区にある港区立の都市公園（街区公園）である。一の橋親水公園とも呼ばれる。
東京都による古川地下調節池工事のために2008年（平成20年）から閉鎖されていたが、工事と公園の再整備完了後の2023年（令和5年）6月24日に利用が再開された。

## 概要
上には首都高の一ノ橋ジャンクション、下には古川が走っている。この古川により2分割された公園である。入り口には水をくぐるかのようなアーチ、夜間ライトアップされる湧水を利用した噴水などと水が多用されており、また遊具や2分割された公園をつなぐ橋などは木製である。
「船の広場」には木製の船が設置されていたが、2005年（平成17年）11月21日、老朽化のため急遽解体された。
麻布十番納涼祭りにおいては毎年、国際バザールの会場として使われ、各国大使館の協力により各国料理などが振る舞われる。2010年（平成22年）の麻布十番祭りにおいては、公園が工事中であったことから国際バザールは開催されず、以後の開催は不明である。
一の橋公園は、江戸時代末期に浪士組の清河八郎が暗殺された場所でもある。

## その他
- 2006年（平成18年）秋に、マドンナのPVの数シーンがこの公園で撮影された。
- 映画「バベル」における菊地凛子演じるチエコが友人や行きずりの男たちと戯れるシーンが、この公園で撮影された。
- ドラマ『東京ラブストーリー』（1991年）が、この公園で撮影された[2]。映像はオープニング最後のキスシーンに使われている。
- 漫画『美少女戦士セーラームーン』（1992年）の第2巻（初版、愛蔵版とも）に、この公園での場面が描かれている。上記の「東京ラブストーリー」のロケを意識していることは初版第2巻のあとがきにも書かれており、作中でも変身して戦うシーンではなく主人公うさぎと恋人・衛のラブシーンが描かれている。近隣の麻布十番も作品全体の舞台になっている。

## 最寄り駅
- 麻布十番駅 - 東京メトロ南北線、都営地下鉄大江戸線